# Athlétisme aux Jeux olympiques de 1912

Torsten Schonberg, illustrant l'affiche des compétitions athlétiques des JO de 1912.

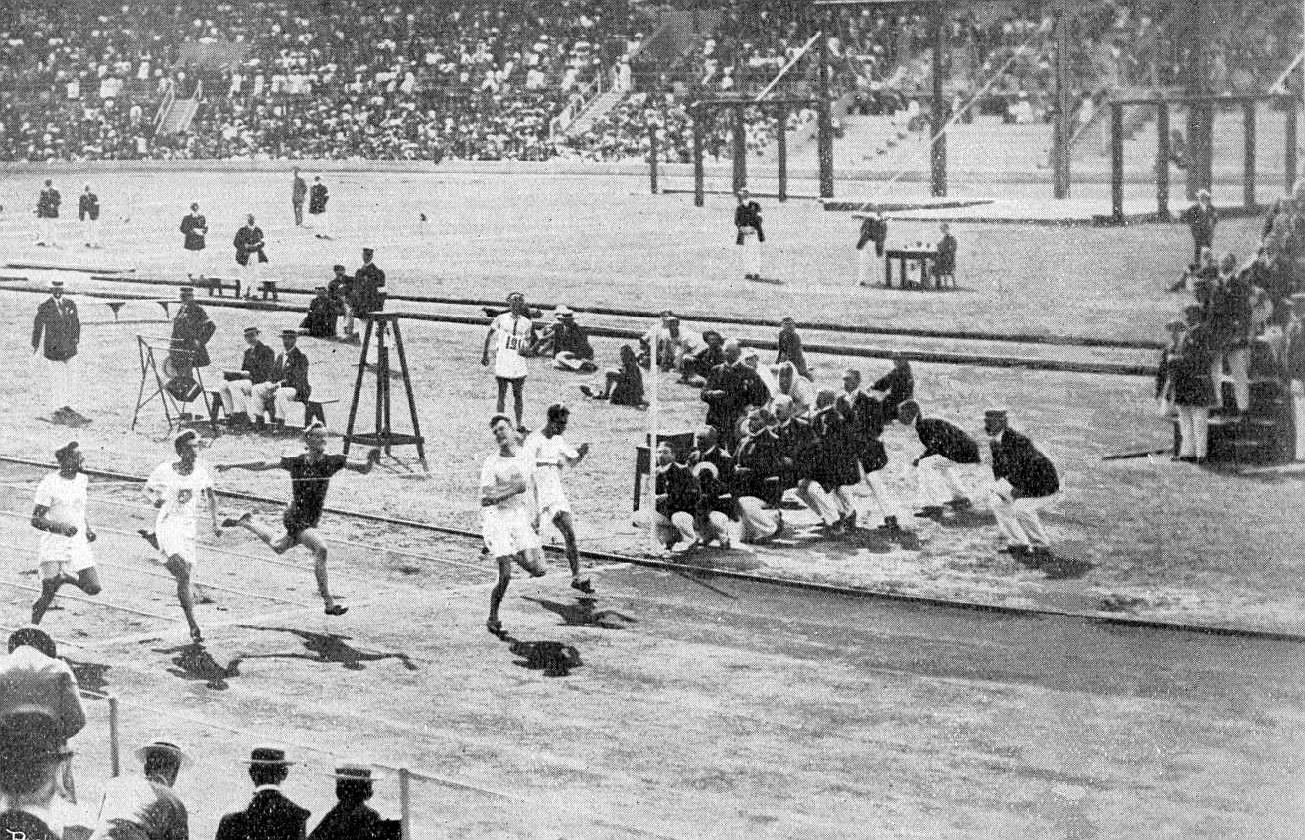
Arrivée du 100 mètres des JO de 1912.

Pour des articles plus généraux, voir Jeux olympiques de 1912 et Athlétisme aux Jeux olympiques.
Navigation
Les épreuves d'athlétisme des Jeux olympiques de 1912 ont eu lieu du 6 au 15 juillet 1912 au Stade olympique de Stockholm, en Suède. 534 athlètes, exclusivement masculins, issus de 30 nations ont pris part aux 30 épreuves du programme.

## Épreuves
Quatre épreuves supplémentaires s'ajoutent au programme des Jeux olympiques de 1908 de Londres. Les courses du 5 000 m et du 10 000 m font leur première apparition alors que la course des 5 miles est supprimée. Le 400 m haies disparait brièvement, faisant des Jeux olympiques d'été de 1912 la seule édition sans 400 m haies depuis sa réintroduction en 1900. Le relais 4 × 100 m et le relais 4 × 400 m remplacent la course de relais mixte des précédents jeux alors la course par équipe subit un raccourcissement, passant de 3 miles à 3 000 m. Des épreuves de cross-country (individuel et par équipes) sont introduites pour la première (et dernière) fois au programme olympique.
Le décathlon, qui avait eu lieu en 1904 mais pas en 1908, refait son apparition dans le programme olympique. Le steeple disparait alors qu'une seule épreuve de marche (le 10km remplaçant le 10 mile) est disputée. Le pentathlon est introduit également lors de ces Jeux de 1912 (de même que le pentathlon moderne). Par ailleurs, les expérimentations de 1908 du lancer du disque en style grec et du lancer du javelot en style libre prennent fin et ces épreuves sont remplacées par le lancer à deux mains du disque, du javelot et du poids.

## Faits marquants

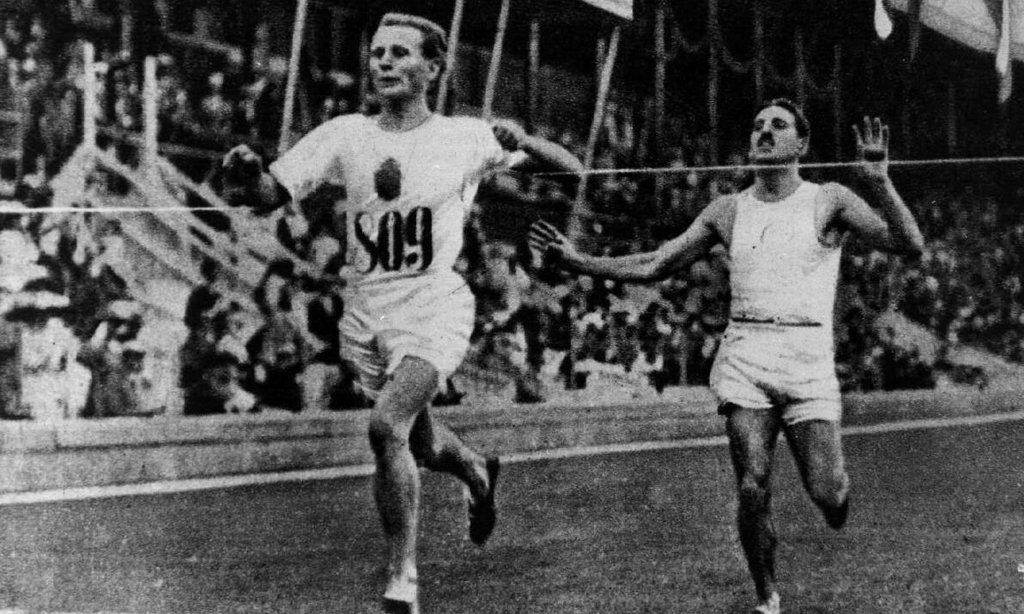
Jean Bouin, devancé par Hannes Kolehmainen sur le 5000 m

Le Finlandais Hannes Kolehmainen réalise un des grands exploits de ces Jeux en remportant trois titres olympiques sur le 5 000 m, le 10 000 m, et le cross, ainsi que la médaille d'argent du cross par équipe. Le sprinteur américain Ralph Craig s'adjuge quant à lui les deux épreuves de sprint court que sont le 100 m et le 200 m. Autre doublé, celui de son compatriote Jim Thorpe, qui, équipé de deux chaussures dépareillées trouvées dans une décharge, remporte les épreuves combinées du pentathlon et du décathlon. Pour cette dernière, Thorpe établit un nouveau record du monde. Salué par le roi Gustave V de Suède comme « le plus grand athlète du monde », l'athlète américain est contraint après les Jeux de 1912 de restituer ses médailles pour cause de professionnalisme. Ce n'est qu'en 1983, 30 ans après la mort de Thorpe, que le CIO lui réattribue ses médailles à titre posthume.

## Résultats
| Épreuve | Or                                                                                   | Argent                                                                               | Bronze                                                                                       |
| --- | ------------------------------------------------------------------------------------ | ------------------------------------------------------------------------------------ | -------------------------------------------------------------------------------------------- |
| 100 m détails | Ralph Craig 10 s 8                                                                   | Alvah Meyer 10 s 9                                                                   | Don Lippincott 10 s 9                                                                        |
| 200 m détails | Ralph Craig 21 s 7                                                                   | Don Lippincott 21 s 8                                                                | William Applegarth 22 s 0                                                                    |
| 400 m détails | Charles Reidpath 48 s 2                                                              | Hanns Braun 48 s 3                                                                   | Ed Lindberg 48 s 4                                                                           |
| 800 m détails | Ted Meredith 1 min 51 s 9 (WR)                                                       | Mel Sheppard 1 min 52 s 0                                                            | Ira Davenport 1 min 52 s 0                                                                   |
| 1 500 m détails | Arnold Jackson 3 min 56 s 8                                                          | Abel Kiviat 3 min 56 s 9                                                             | Norman Taber 3 min 56 s 9                                                                    |
| 3 000 mètres par équipes détails | États-Unis Tell Berna Norman Taber George Bonhag Abel Kiviat Henry Louis Scott 9 pts | Suède Thorild Olsson Ernst Wide Bror Fock Nils Frykberg John Zander 13 pts           | Grande-Bretagne William Cottrill George Hutson Cyril Porter Edward Owen William Moore 23 pts |
| 5 000 m détails | Hannes Kolehmainen 14 min 36 s 6                                                     | Jean Bouin 14 min 36 s 7                                                             | George Hutson 15 min 07 s 6                                                                  |
| 10 000 m détails | Hannes Kolehmainen 31 min 20 s 8                                                     | Lewis Tewanima 32 min 06 s 6                                                         | Albin Stenroos 32 min 21 s 8                                                                 |
| Marathon détails | Ken McArthur 2 h 36 min 54 s                                                         | Chris Gitsham 2 h 37 min 52 s                                                        | Gaston Strobino 2 h 38 min 42 s                                                              |
| 110 m haies détails | Fred Kelly 15 s 1                                                                    | James Wendell 15 s 2                                                                 | Martin Hawkins 15 s 3                                                                        |
| 4 × 100 m détails | Grande-Bretagne David Jacobs Henry Macintosh Victor d'Arcy William Applegarth 42 s 4 | Suède Ivan Möller Charles Luther Ture Person Knut Lindberg 42 s 6                    | Non décernée                                                                                 |
| 4 × 400 m détails | États-Unis Mel Sheppard Ed Lindberg Ted Meredith Charles Reidpath 3 min 16 s 6 (WR)  | France Charles Poulenard Pierre Failliot Charles Lelong Robert Schurrer 3 min 20 s 7 | Grande-Bretagne Cyril Seedhouse George Nicol Ernest Henley James Soutter 3 min 23 s 2        |
| Cross-country individuel détails | Hannes Kolehmainen 45 min 11 s 6                                                     | Hjalmar Andersson 45 min 44 s 8                                                      | John Eke 46 min 37 s 6                                                                       |
| Cross-country par équipes détails | Suède Hjalmar Andersson John Eke Josef Ternström 10 pts                              | Finlande Hannes Kolehmainen Jalmari Eskola Albin Stenroos 11 pts                     | Grande-Bretagne Frederick Hibbins Ernest Glover Thomas Humphreys 49 pts                      |
| 10 km marche détails | George Goulding 46 min 28 s 4                                                        | Ernest Webb 46 min 50 s 4                                                            | Fernando Altimani 47 min 47 s 6                                                              |
| Saut en longueur détails | Albert Gutterson 7,60 m (OR)                                                         | Calvin Bricker 7,21 m                                                                | Georg Åberg 7,18 m                                                                           |
| Saut en longueur sans élan détails | Konstantínos Tsiklitíras 3,37 m                                                      | Platt Adams 3,36 m                                                                   | Benjamin Adams 3,28 m                                                                        |
| Saut en hauteur détails | Alma Richards 1,93 m (OR)                                                            | Hans Liesche 1,91 m                                                                  | George Horine 1,89 m                                                                         |
| Saut en hauteur sans élan détails | Platt Adams 1,63 m                                                                   | Benjamin Adams 1,60 m                                                                | Konstantínos Tsiklitíras 1,55 m                                                              |
| Saut à la perche détails | Harry Babcock 3,95 m                                                                 | Frank Nelson 3,85 m                                                                  | Bertil Uggla 3,80 m                                                                          |
| Saut à la perche détails | Harry Babcock 3,95 m                                                                 | Frank Nelson 3,85 m                                                                  | Frank Murphy 3,80 m                                                                          |
| Saut à la perche détails | Harry Babcock 3,95 m                                                                 | Marc Wright 3,85 m                                                                   |                                                                                              |
| Saut à la perche détails | Harry Babcock 3,95 m                                                                 | William Halpenny 3,80 m                                                              |                                                                                              |
| Triple saut détails | Gustaf Lindblom 14,76 m                                                              | Georg Åberg 14,51 m                                                                  | Erik Almlöf 14,17 m                                                                          |
| Lancer du poids détails | Patrick McDonald 15,34 m                                                             | Ralph Rose 15,25 m                                                                   | Lawrence Whitney 13,93 m                                                                     |
| Lancer du poids à deux mains détails | Ralph Rose 27,70 m                                                                   | Patrick McDonald 27,53 m                                                             | Elmer Niklander 27,14 m                                                                      |
| Lancer du disque détails | Armas Taipale 45,21 m                                                                | Richard Byrd 42,32 m                                                                 | James Duncan 42,28 m                                                                         |
| Lancer du disque à deux mains détails | Armas Taipale 82,86 m                                                                | Elmer Niklander 77,96 m                                                              | Emil Magnusson 77,37 m                                                                       |
| Lancer du marteau détails | Matthew McGrath 54,74 m                                                              | Duncan Gillis 48,39 m                                                                | Clarence Childs 48,17 m                                                                      |
| Lancer du javelot détails | Eric Lemming 60,64 m                                                                 | Julius Saaristo 58,66 m                                                              | Mór Kóczán 55,50 m                                                                           |
| Lancer du javelot à deux mains détails | Julius Saaristo 109,42 m                                                             | Väinö Siikaniemi 101,13 m                                                            | Urho Peltonen 100,24 m                                                                       |
| Pentathlon détails | Jim Thorpe 7 pts                                                                     | Ferdinand Bie 16 pts                                                                 | Frank Lukeman 24 pts                                                                         |
| Pentathlon détails | Jim Thorpe 7 pts                                                                     | James Donahue 24 pts                                                                 | Frank Lukeman 24 pts                                                                         |
| Décathlon détails | Jim Thorpe 8 412 pts (WR)                                                            | Hugo Wieslander 7 724 pts                                                            | Gösta Holmér 7 347 pts                                                                       |
| Décathlon détails | Jim Thorpe 8 412 pts (WR)                                                            | Charles Lomberg 7 413 pts                                                            | Gösta Holmér 7 347 pts                                                                       |
| Records et Performances - AR : Record continental (area record) - CR : Record des championnats (championship record) - MR : Record du meeting (meet record) - NR : Record national (national record) - OR : Record olympique (olympic record) - PR : Record paralympique (paralympic record) - PB : Record personnel (personal best) - SB : Meilleure performance personnelle de la saison (season's best) - WL : Meilleure performance mondiale de l'année (world leader) - WJR : Record du monde junior (world junior record) - WR : Record du monde (world record) Circonstances et Conditions - DNF : N'a pas terminé (did not finish) - DNS : N'a pas pris le départ (did not start) - DQ : Disqualification (disqualification) - NM : Aucun essai valable enregistré (No Mark) - Q : Qualifié « directement » au prochain tour (ou à la prochaine compétition), lors d'une compétition majeure, grâce au classement ou à la réalisation des minima (automatic qualifier) - q : Qualifié au prochain tour (ou à la prochaine compétition), lors d'une compétition majeure, grâce au repêchage ou à la réalisation de l'une des meilleures performances parmi celles des « non qualifiés directement » (grâce au meilleur temps ou à la meilleure distance par exemple) (secondary qualifier) |                                                                                      |                                                                                      |                                                                                              |

## Tableau des médailles
| Rang  | Nation          | Or | Argent | Bronze | Total |
| ----- | --------------- | -- | ------ | ------ | ----- |
| 1     | États-Unis      | 16 | 14     | 12     | 42    |
| 2     | Finlande        | 6  | 4      | 3      | 13    |
| 3     | Suède           | 3  | 6      | 6      | 15    |
| 4     | Grande-Bretagne | 2  | 1      | 5      | 8     |
| 5     | Canada          | 1  | 2      | 2      | 5     |
| 6     | Afrique du Sud  | 1  | 1      | 0      | 2     |
| 7     | Grèce           | 1  | 0      | 1      | 2     |
| 8     | Allemagne       | 0  | 2      | 0      | 2     |
| 8     | France          | 0  | 2      | 0      | 2     |
| 10    | Norvège         | 0  | 1      | 0      | 1     |
| 11    | Hongrie         | 0  | 0      | 1      | 1     |
| 11    | Italie          | 0  | 0      | 1      | 1     |
| Total | Total           | 30 | 33     | 31     | 94    |